# Invasión anglosoviética de Irán
La invasión anglosoviética de Irán fue la invasión conjunta al Estado Imperial de Irán por parte de las fuerzas británicas, de la Mancomunidad Británica, y soviéticas; su nombre en código era Operation Countenance y tuvo lugar entre el 25 de agosto de 1941 y el 17 de septiembre del mismo año. Aunque Irán era oficialmente neutral, su monarca era afín a las potencias del Eje.
La invasión tuvo lugar dos meses después de la invasión alemana de la Unión Soviética y la posterior alianza de la Unión Soviética con el Reino Unido. El ataque también tuvo lugar menos de dos meses después de las victorias aliadas sobre las fuerzas pro-Eje en los vecinos Irak y la Siria francesa y el Líbano.
El propósito estratégico de la invasión era garantizar la seguridad de las líneas de suministro aliadas a la URSS (véase Corredor persa), asegurar los campos petrolíferos iraníes, limitar la influencia alemana en Irán y prevenir un posible avance del Eje desde Turquía a través de Irán hacia los campos petrolíferos de Bakú o la India británica. Tras la invasión, el 16 de septiembre de 1941, Reza Shah abdicó, y fue obligado a exiliarse por los británicos. Fue reemplazado por su joven hijo Mohammad Reza Pahleví.

## Antecedentes
En 1925, después de años de guerra , disturbios e intervención extranjera, Persia se unificó bajo el gobierno de Reza Khan, quien se coronó a sí mismo como Reza Shah ese mismo año (en 1935, Reza Shah pidió a los delegados extranjeros que usen el nombre de Irán en la correspondencia oficial, siendo este el nombre histórico del país y el que era utilizado por sus habitantes nativos). Reza Shah inició un ambicioso programa de modernización económica, cultural y militar. Irán, que había sido un país dividido y aislado bajo el dominio de la Dinastía kayar (en el poder durante 1789-1925), intentó realizar un industrialización acelerada del país. El régimen de Reza Shah estableció escuelas, construyó infraestructura, modernizó ciudades y expandió las redes de transporte. El Shah siguió una política exterior de neutralidad, pero dependió de la financiación occidental para financiar sus ambiciosos proyectos de modernización.
Tras el inicio de la Operación Barbarroja por parte de Alemania en junio de 1941, el Reino Unido y la Unión Soviética se convirtieron en aliados. Por su parte, aunque neutral, Reza Pahlavi era sospechoso de simpatizar con Alemania. Esto preocupaba a los británicos, que temían que la refinería petrolera de Abadán, propiedad de la Anglo-Iranian Oil Company, pudiera caer en manos alemanas; esta refinería producía ocho millones de toneladas de combustible en 1940, lo que la convertía en un objetivo de crucial importancia estratégica para los aliados. El ejército alemán mantenía su avance a través de la Unión Soviética y el Corredor Persa era una de las pocas rutas aún abiertas que permitía la llegada a los soviéticos de los suministros enviados por los Estados Unidos.
A medida que los cada vez más frecuentes ataques de los submarinos alemanes y las malas condiciones del hielo hacían de la ruta de Arcángel un viaje extremadamente peligroso, el ferrocarril trans-iraní se convertía en una ruta muy atractiva para el transporte de las mercancías que entraban por el golfo Pérsico. Las dos naciones aliadas presionaron a Persia y al Shah, pero esto únicamente tuvo por efecto el aumento de la tensión y la convocatoria de manifestaciones progermanas en Teherán. Reza Pahlavi se negó a expulsar del país a los súbditos alemanes y prohibió el uso del ferrocarril a los aliados; esto llevó a británicos y soviéticos a invadir Persia el 25 de agosto de 1941. Sin embargo, según los informes de la embajada británica en Teherán en 1940, el número total de ciudadanos alemanes en Irán —tanto técnicos como espías— no era más que un millar.

## Invasión
La invasión se produjo de un modo rápido y fue realizada sin dificultad. El Mando Británico para Irak (conocido también como Iraqforce), ahora Mando Británico para Persia e Irak (Paiforce) avanzó desde el sur, dirigido por el teniente general Edward Quinan. El Paiforce estaba integrado por las 8.ª y 10.ª Divisiones de Infantería India, la 2.ª Brigada Acorazada India, la 4.ª Brigada de Caballería Británica (que pasó más tarde a ser la 9.ª Brigada Acorazada) y la 21.ª Brigada de Infantería India. Los aliados tenían 200.000 soldados y aviones, tanques y artillería modernas. La Unión Soviética atacó desde el norte, principalmente desde Transcaucasia, con los ejércitos 44.º y 47.º del Frente Transcaucasiano, bajo las órdenes del general Dmitri Kozlov, y el 53.º Ejército del Distrito Militar de Asia Central, al mando del mayor general Mijaíl Kazakov. También participaron fuerzas aéreas y navales. 

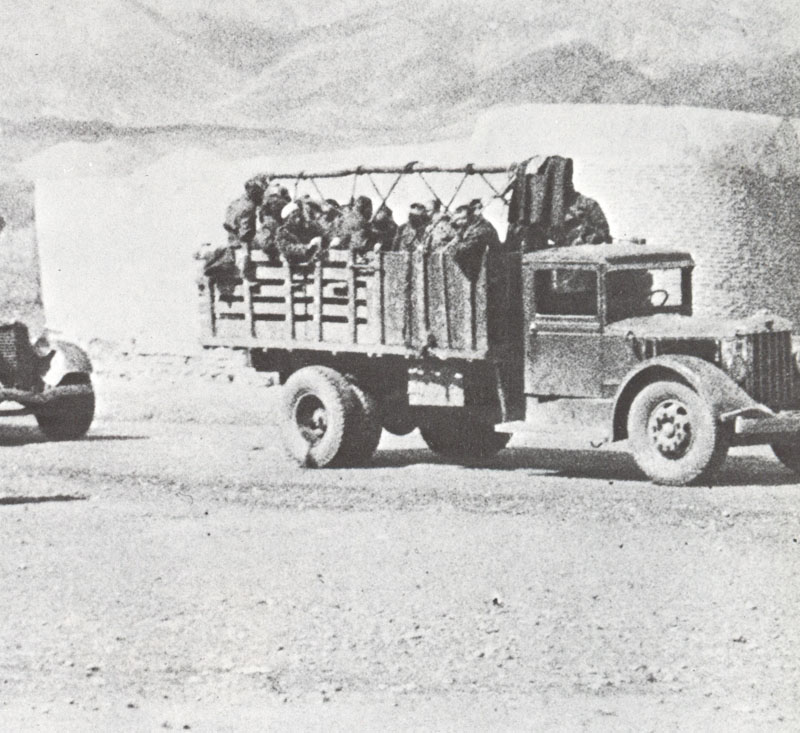
Soldados soviéticos cruzando la frontera con Irán el 25 de agosto de 1941.

En respuesta a la invasión, el ejército iraní movilizó nueve divisiones de infantería, algunas de ellas motorizadas; dos de las divisiones también tenían algunos tanques. El ejército iraní tenía una fuerza permanente de 126.000 a 200.000 hombres. Si bien Irán había tomado numerosos pasos durante la década anterior para fortalecer, estandarizar y crear un ejército moderno, no tenían suficiente entrenamiento, blindaje y poder aéreo para librar una guerra en múltiples frentes. Las modernizaciones de Reza Shah no se habían completado cuando estalló la guerra y el ejército iraní se había preocupado más por las amenazas internas que por una posible invasión externa.
Tras la invasión, se convocó a Sir Reader Bullard y Andrei Andreyevich Smirnov, los embajadores británico y soviético en Irán. El Sha exigió saber por qué estaban invadiendo su país y por qué no habían declarado la guerra. Ambos respondieron que se debía a los "residentes alemanes" en Irán. Cuando el Sha preguntó si los aliados detendrían su ataque si expulsaba a los alemanes, los embajadores no respondieron. El shah de Persia Reza Shah envió un telegrama al presidente estadounidense Franklin D. Roosevelt donde solicitaba el amparo del presidente de los Estados Unidos según la Carta del Atlántico:

Sobre la base de las declaraciones que Vuestra Excelencia ha hecho en varias ocasiones sobre la necesidad de defender los principios de la justicia internacional y el derecho de los pueblos a la libertad. Ruego a Vuestra Excelencia para adoptar medidas humanitarias eficaces y urgentes para poner fin a estos actos de la agresión. Este incidente trae a la guerra de un país neutral y pacífico, que no ha tenido cuidado de que no sea el mantenimiento de la tranquilidad y la reforma del país.

Sin embargo, la súplica no consiguió una respuesta del presidente americano en el sentido de detener la invasión, tal y como indica la respuesta de Roosevelt.

La contemplación de este asunto en su conjunto implica no solo las vitales cuestiones a las que Su Majestad Imperial se refiere, sino otras consideraciones básicas derivadas de la ambición de Hitler de conquistar el mundo. Es seguro que los movimientos de conquista alemanes continuarán y se extenderán más allá de Europa hasta Asia, África e incluso las Américas, a menos que sean detenidos por la fuerza de las armas. Existe igualmente la certeza de que aquellos países que deseen mantener su independencia deben comprometerse en un gran esfuerzo común si no quieren ser absorbidos uno tras otro como ya le ha sucedido a un gran número de países en Europa. Reconocido esto, el Gobierno y el pueblo de los Estados Unidos de América, como es bien sabido, están, no solo reforzando sus defensas lo más rápidamente posible, sino también participando en un extensísimo programa de ayuda materia a aquellos países activamente implicados en la resistencia a la ambición germana de dominación mundial.

Roosevelt aseguró también al Shah haciendo notar «las declaraciones emitidas por los gobiernos soviético y británico al gobierno iraní de que no tienen pretensiones acerca de la independencia o integridad territorial de Irán». Sin embargo, los soviéticos respaldarían posteriormente a los estados separatistas del norte, mientras que EE. UU. y el Reino Unido apoyarían el golpe de Estado contra el popular y democráticamente elegido primer ministro iraní Mohammed Mossadegh durante la Crisis de Abadán de 1953.

### Operaciones británicas e indias

Mapa de Irak y del oeste de Irán en 1941

Buque de guerra iraní Babr (Tigre) tras ser cañoneado por la Royal Navy durante el ataque sorpresa a Irán el 25 de agosto de 1941.

La campaña dio comienzo el 25 de agosto con un ataque al amanecer del destructor británico HMS Shoreham sobre el puerto de Abadán. El destructor iraní Palang fue hundido rápidamente, y el resto de barcos destruidos o capturados.
No hubo tiempo para preparar la resistencia. Las instalaciones petrolíferas de Abadán fueron ocupadas por dos batallones de la 24.ª Brigada India, pertenecientes a la 8.ª División India a través de un ataque anfibio cruzando el río Shatt al-Arab desde Basra. Una pequeña fuerza desembarcó en Bandar-e-Shahpur desde el crucero mercante HMAS  Kanimbla para asegurar el puerto y la terminal petrolera. La Royal Air Force atacó las bases aéreas y de comunicaciones. La 8.ª División India (Brigadas 18 y 25 bajo el mando de la 10.ª División India) avanzaron desde Basra hasta Qasr Shiekh, que fue tomada el 25 de agosto y para el 28 de agosto ya había alcanzado Ahvaz, cuando el Shah ordenó el cese de las hostilidades. Más al norte, 8 batallones británicos e indios bajo el Mayor William Slim avanzaron desde Khanaqin (160 km al noreste de Bagdad y a 480 km de Basra) a través de los campos de petróleo de Naft-i-Shah hacía el paso de Pai Tak, que abría el camino de Kermanshah y Hamadán. Pai Tak fue tomado el 27 de agosto, después de que los soldados que defendían la posición se retiraran durante la noche y el asalto a Kermanshah fue abortado cuando los defensores solicitaran una tregua para negociar su rendición.

### Operaciones soviéticas
Los soviéticos invadieron desde el norte y avanzó hacia Maku, que había sido ablandado por los bombardeos. También hubo desembarques soviéticos en Bandar-e Pahlavi, en la costa del Caspio. En un incidente, los barcos soviéticos sufrieron "fuego amigo".

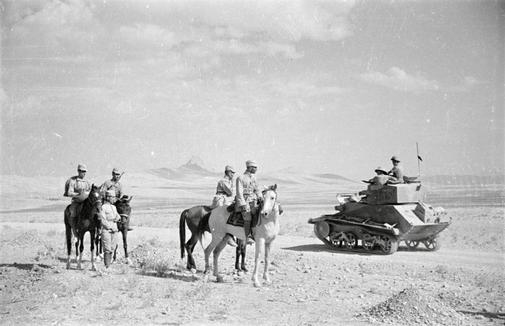
Fuerzas soviéticas y británicas reuniéndose en el desierto cerca de Quazvin, agosto de 1941.

## Consecuencias
En las acciones navales, dos buques de guerra iraníes fueron hundidos y cuatro paralizados por la Royal Navy. Seis aviones caza iraníes fueron derribados. Aproximadamente 800 soldados, marineros y aviadores iraníes murieron, incluyendo el almirante Bayandor. Alrededor de 200 civiles murieron en los bombardeos rusos en Gilan. Las bajas británicas e indias fueron de 22 muertos y 42 heridos.
Sin aliados militares que pudieran ayudarlos, la resistencia iraní fue rápidamente sobrepasada y neutralizada por los tanques soviéticos y británicos y la infantería. Las fuerzas británicas y soviéticas se unieron en Senna (100 km al oeste de Hamadan) y Qazvin (100 millas al oeste de Irán y 200 millas al noreste de Hamadan) el 30 de agosto y 31, respectivamente. Irán fue derrotado y los campos petroleros y la valiosa Trans-Iranian Railway quedaron en manos de los Aliados. Debido a la falta de transporte, los británicos decidieron no establecer ninguna fuerza más allá de Hamadan y Ahvaz. Mientras tanto, el nuevo primer ministro iraní, Forughí, decidió expulsar de Teherán al ministro alemán y a su personal, cerrar las legaciones alemana, italiana, húngara y rumana, y entregar a todos los demás ciudadanos alemanes a las autoridades británicas y soviéticas. El incumplimiento de la última de estas condiciones llevó a las tropas británicas y soviéticas a entrar en Teherán el 17 de septiembre, al día siguiente del arresto y posterior destierro de Reza Shah a Sudáfrica, tras haber cedido el trono a su hijo Mohammad Reza Pahlevi. Las fuerzas soviéticas y británicas se retiraron de Teherán el 17 de octubre, después de que los alemanes hubieran sido expulsados aunque Irán se dividió de hecho entre Gran Bretaña y la Unión Soviética durante la duración de la guerra.

## Sucesos durante la ocupación

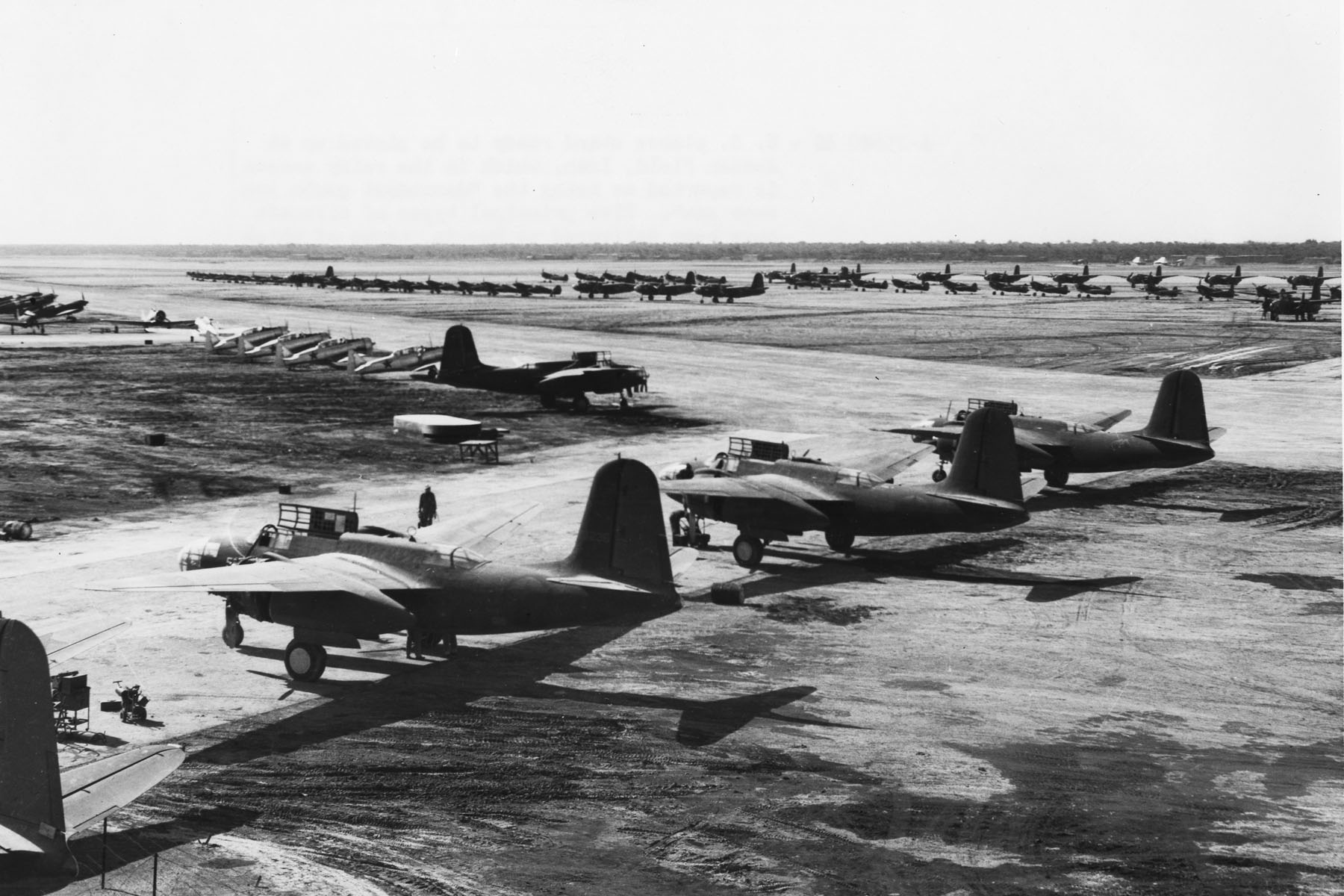
Aviones suministrados por los Estados Unidos (mediante el Programa de Préstamo y Arriendo), listos para ser recogidos en el aeródromo de Abadan, Irán.

La apertura del denominado «Corredor Persa» como ruta de abastecimiento crucial para la Unión Soviética proporcionó un flujo masivo de suministros —más de 5 millones de toneladas de material— a los soviéticos en primer lugar, pero también a los británicos en el Oriente Medio.
En enero de 1942, el nuevo Shah firmó un tratado de alianza con Gran Bretaña y la Unión Soviética por el que Irán se comprometía a proveer asistencia no militar a los esfuerzos de guerra de los Aliados. El artículo quinto del tratado, aunque no suscitaba la entera confianza del joven monarca, obligaba a los Aliados a salir de Irán «no más de seis meses después del cese de las hostilidades». En septiembre de 1943, Irán declaró la guerra a Alemania, ganando con ello su ingreso en la Organización de las Naciones Unidas creada el año anterior. En la Conferencia de Teherán de noviembre del mismo año 43, el presidente de EE. UU. Franklin D. Roosevelt, el primer ministro británico Winston Churchill y el secretario general Iósif Stalin reafirmaron su compromiso a respetar la independencia y la integridad territorial iraníes, y se manifestaron dispuestos a incrementar la asistencia económica a Irán. Según el tratado, Irán no estaba ocupado, sino que era un miembro de las Potencias Aliadas.
Con todo, los efectos de la guerra fueron muy perjudiciales para el país. La administración estatal resultó gravemente dañada por la invasión, lo que perturbó los suministros de alimentos y otros artículos de primera necesidad. Además, los soviéticos confiscaron la mayor parte de las cosechas del fértil norte de Irán, lo que provocó una escasez de alimentos para el común de la gente. Los ocupantes británicos y soviéticos utilizaron el suministro de grano como moneda de cambio, y la crisis alimentaria se agravó aún más a causa de las necesidades de las tropas extranjeras y del uso de la red de transporte para los desplazamientos de equipo militar. Los británicos presionaron al Shah para que nombrase de nuevo primer ministro a Ahmad Qavam, cuya gestión del suministro alimentario y del conjunto de la economía fue defectuosa. En 1942 estallaron en Teherán disturbios para exigir pan. Las autoridades declararon la ley marcial y la policía mató a varios manifestantes. Además, la inflación aumentó en un 450%, lo que creó grandes dificultades a las clases bajas y medias. En algunas regiones se produjeron hambrunas que llegaron a provocar muertes, a pesar de todo lo cual no hubo prácticamente ninguna resistencia armada a los ocupantes.

## Retirada

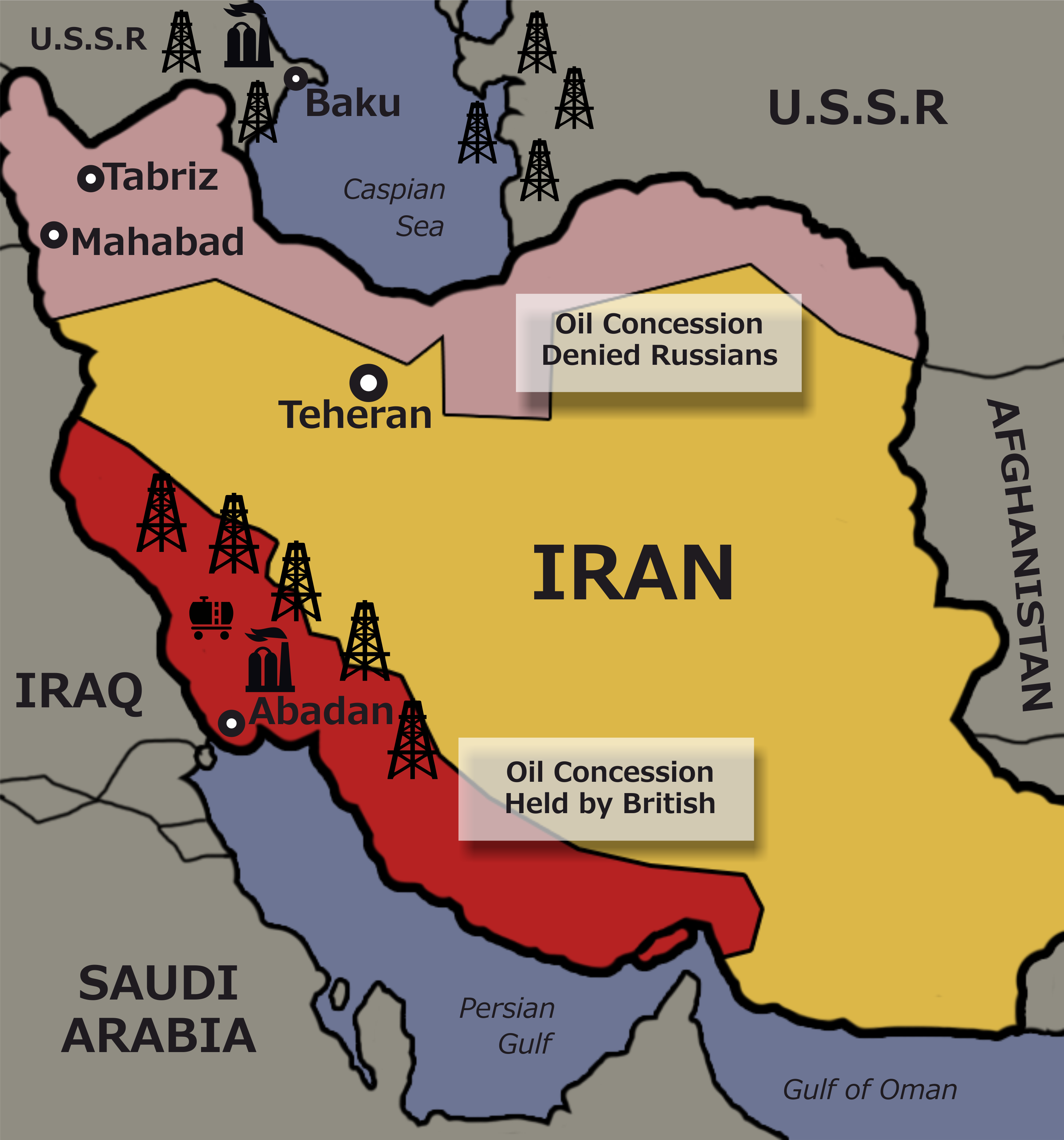
Esferas de influencia soviética y británica en Irán, 1946.

Durante los tres años que duró la ocupación, Stalin había expandido la influencia política soviética al Azerbaiyán y Kurdistán iraníes, en el noroeste del país. El 12 de diciembre de 1945, tras semanas de violentos enfrentamientos, se creó la República Popular de Azerbaiyán, respaldada por Moscú. Igualmente, a finales de 1945 se fundó la República Popular Kurda. Las tropas del gobierno iraní enviadas para restablecer el control fueron bloqueadas por unidades del Ejército Rojo. Cuando expiró el plazo estipulado para la retirada el 2 de marzo de 1946, seis meses después del final de la guerra, las tropas británicas iniciaron su evacuación; Moscú, sin embargo, adujo "amenazas para la seguridad soviética".
Las tropas soviéticas no iniciarían su retirada hasta mayo de 1946, tras recibir la promesa de concesiones petrolíferas. Las repúblicas soviéticas del norte fueron rápidamente derrotadas y las concesiones revocadas. Por otro lado, Gran Bretaña mantendría sus privilegios petrolíferos en la zona gracias a la Anglo-Persian Oil Company y pese al descontento popular debido a las condiciones laborales de los trabajadores iraníes.

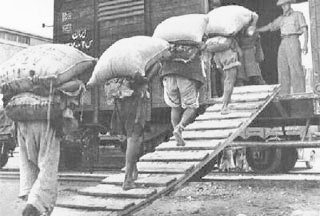
Trabajadores iraníes forzados por las tropas ocupantes a cargar sus propios trenes requisados.

## Compensación de las demandas
En 2009, el entonces presidente iraní Mahmud Ahmadineyad dijo que su país sufrió después de las invasiones durante la Segunda Guerra Mundial y que "permanecerá hasta el fin" de obtener una indemnización completa. También dijo "Vamos a pedir una indemnización por daños y perjuicios de la II Guerra Mundial. Me han asignado un equipo para calcular los costes, voy a escribir una carta al Secretario General de la ONU Ban Ki-moon pidiendo a Irán a ser indemnizados por los daños y perjuicios, durante este período, el pueblo iraní fueron sometidos a una gran presión y el país sufrió una gran cantidad de daños, pero a Irán no se pagó ninguna compensación."